# 5597 Warren
5597 Warren è un asteroide della fascia principale. Scoperto nel 1991, presenta un'orbita caratterizzata da un semiasse maggiore pari a 2,4454036 UA e da un'eccentricità di 0,2085809, inclinata di 4,56524° rispetto all'eclittica.